# مولانا علی‌اصغر کاشی

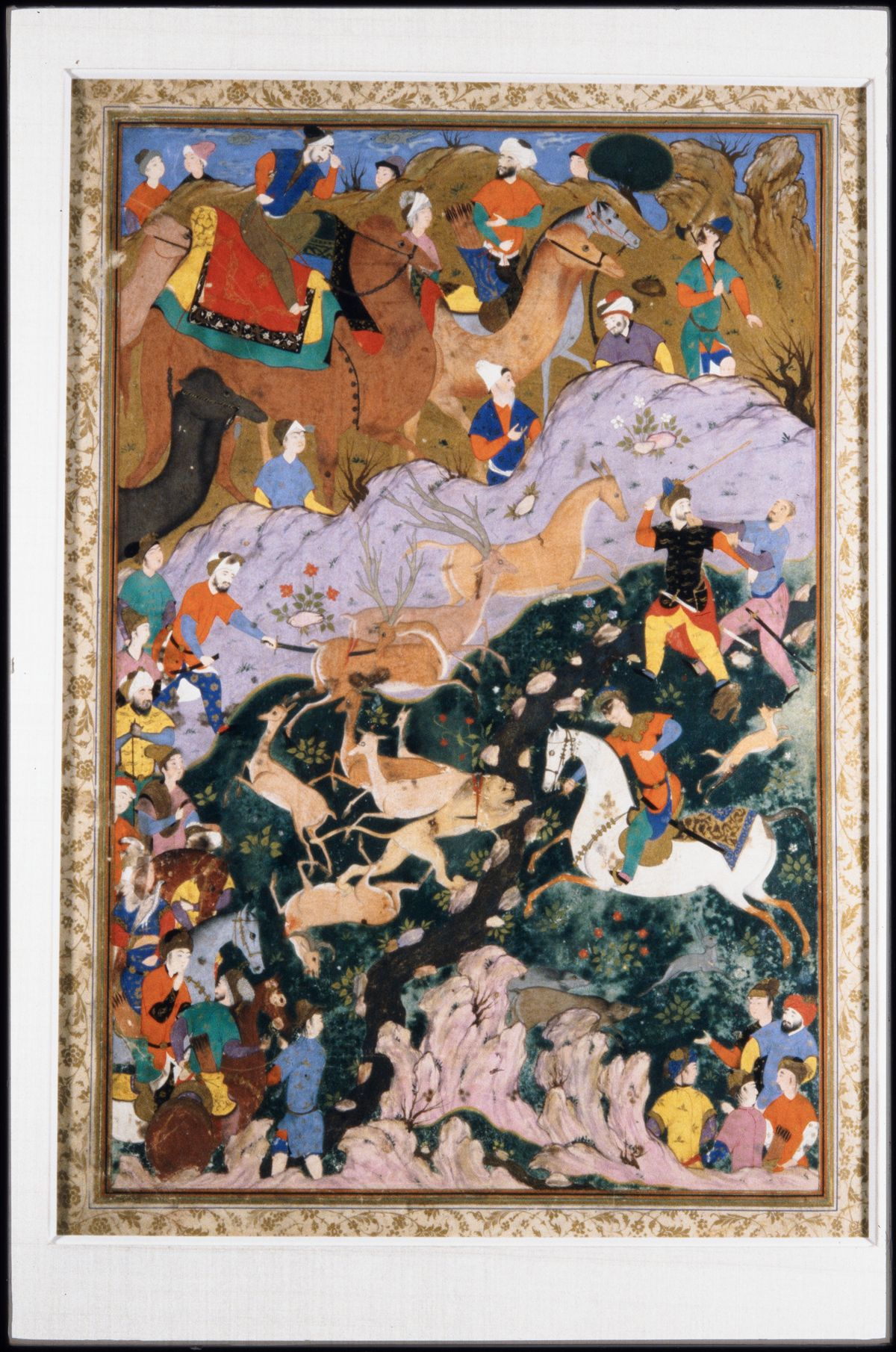
از آثار منسوب به مولانا علی اصغر کاشی که قسمتی از شاهنامه شاه اسماعیل دوم را روایت می کند.

مولانا علی‌اصغر کاشی از نقاشان عصر شاه تهماسب یکم و شاه اسماعیل دوم بود. در دوران پادشاهی شاه اسماعیل دوم، کتابخانه پادشاهی مرکز تجمع بزرگان نامدار ادب و هنر بود. این پادشاه کتابخانه سلطنتی را که در زمان شاه تهماسب تعطیل شده بود دوباره بازگشایی کرد و بسیاری از هنرمندان بلندآوازه که پراکنده شده بودند، از جمله علی‌اصغر کاشی را در آنجا گرد آورد. اسکندربیک ترکمان در کتاب عالم آرای عباسی درباره او می‌نویسد:
استاد بی‌قرینه و مصور پاکیزه ساخت در پرداخت و رنگ‌آمیزی منفرد و در کوه‌سازی و درخت‌سازی از اقران در پیش بود.